# Quinebaug and Shetucket Rivers Valley National Heritage Corridor
Il Quinebaug and Shetucket Rivers Valley National Heritage Corridor si trova nel Connecticut nord-orientale e in porzioni del Massachusetts. È un'area conosciuta per il suo carattere rurale con morbide colline, terreni agricoli e un classico scenario del New England. Questa zona è stata designata in quanto contiene uno degli ultimi residui di area verde nel corridoio altamente urbanizzato compreso tra Boston e Washington, e contiene una delle più estese foreste lasciate ancora intatte nel New England meridionale.

## Geografia
Il Corridoio consiste principalmente di foreste acadiche del New England, che mutano in foreste costiere verso sud e verso est. Le dolci colline nella parte meridionale del Corridoio diventano meno morbide muovendosi verso nord. Il punto più elevato corrisponde ai 401 metri s.l.m. di Burley Hill, a Union.
Il corridoio è conosciuto per l'alta concentrazione di Parchi Nazionali, Foreste dello Stato e altre riserve come la Yale-Myers Forest e il Norcross Wildlife Sanctuary. Dei 242.000 ettari del Corridoio, più di un sesto sono terre statali o riserve; infatti, l'area intorno a Union, conosciuta come Quinebaug Highlands contiene più di 160 km² di foreste, più dell'Acadia National Park, il Parco Nazionale più visitato del New England.